# Campana di Huesca

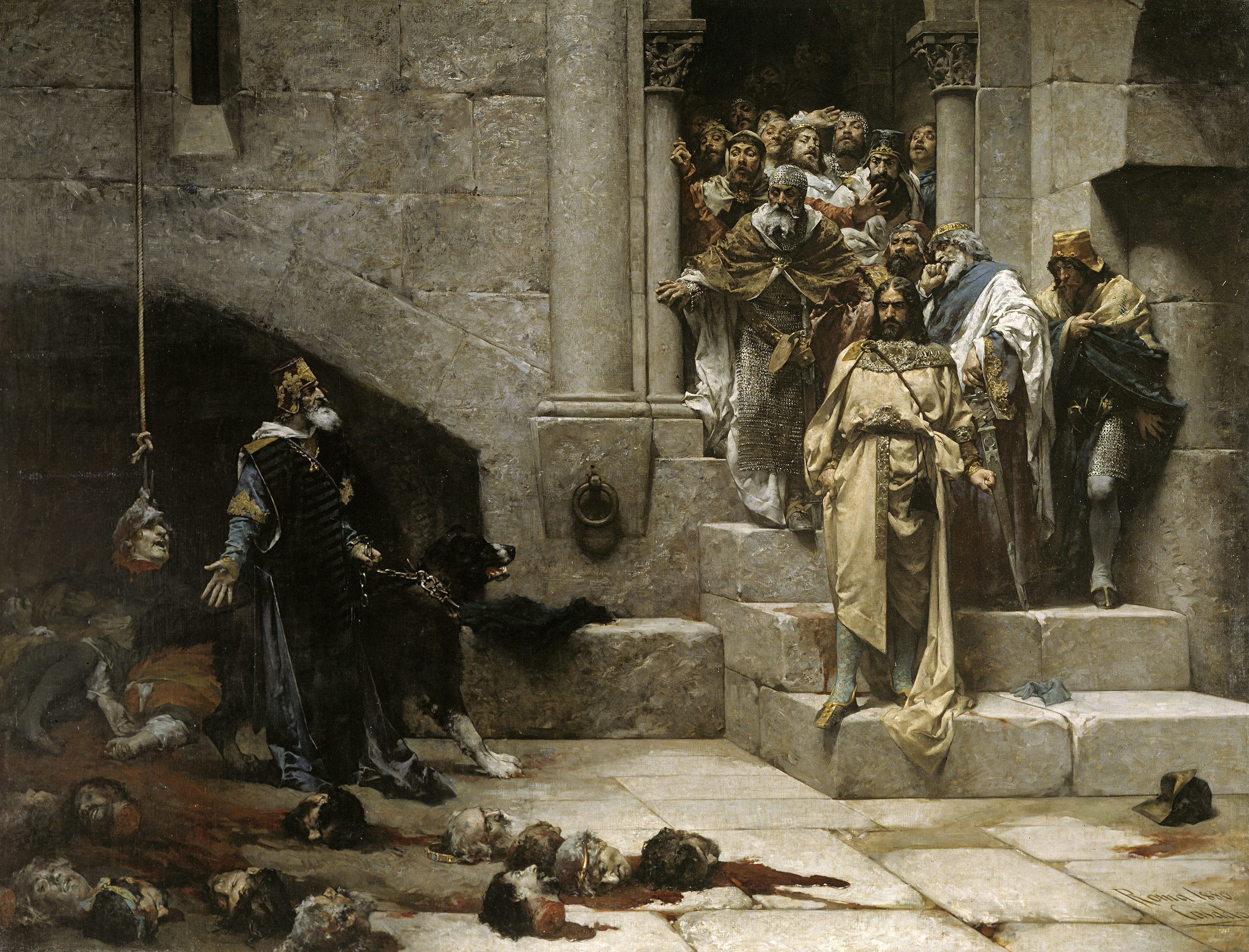
José Casado del Alisal, La campana di Huesca, 1880, olio su tela, Museo del Prado. Esposto nel comune di Huesca.

La leggenda della campana di Huesca racconta come Ramiro II il Monaco, re di Aragona, decapitò dodici nobili che si opposero alla sua volontà. La storia fa parte del patrimonio popolare dell'Aragona, specialmente nella città di Huesca.

## La leggenda
Dopo la morte nel 1134 di Alfonso I il Battagliero senza figli, ereditò il regno di Aragona suo fratello Ramiro II il Monaco, vescovo di Roda. L'Aragona soffriva allora per diversi problemi interni ed esterni.
Secondo quanto racconta la Crónica de San Juan de la Peña (secolo xiv), essendo Ramiro II preoccupato per la disobbedienza dei suoi nobili mandò un messaggero al suo antico maestro, l'abate di San Ponce de Tomeras, chiedendogli consiglio. Questi portò il messaggero nell'orto e tagliò dei cavoli (alcune volte si parla di rose), quelli che sporgevano di più. In seguito ordinò al messaggero di ripetere al re il gesto che aveva visto. Ramiro II fece chiamare i principali nobili perché venissero a Huesca, con la scusa di voler fare una campana che si udisse in tutto il regno. Una voltà lì, fece tagliare la testa ai nobili più colpevoli, soffocando la rivolta.
La prima menzione di questa leggenda è raccolta dalla versione in latino della Crónica de San Juan de la Peña, conosciuta anche come la cronaca pinatense, che fu redatta due secoli dopo il regno di Ramiro II su mandato del re Pietro IV il Cerimonioso. La forma popolare sviluppa qualcosa di più del fatto: il re convocò le Corti e fece venire tutti i nobili del regno perché vedessero una campana che intendeva costruire e che si sarebbe udita in tutto il regno. I ribelli li fece entrare a uno a uno nella sala e stette decapitandoli via via che entravano. Una volta morti, collocò le loro teste in cerchio e quella del vescovo di Jaca, il più ribelle, la collocò nel centro come batacchio. Poi fece entrare gli altri perché imparassero la lezione.

## Origine
La leggenda della campana di Huesca è stata considerata per molto tempo come autentica. Esiste perfino nell'antico palazzo reale, attuale Museo provinciale di Huesca, una sala nella quale si afferma che siano avvenuti i fatti.

Tuttavia, la leggenda della campana di Huesca fu studiata da Jerónimo Zurita nei suoi Annali della Corona d'Aragona (1562) e identificò le fonti classiche della prima parte (il consiglio dell'abate di San Ponce) nello storico greco Erodoto (V secolo a. C.). In Historia, V, 92, Erodoto riferisce:
Si può trovare questo aneddoto nella Politica di Aristotele — nel terzo libro, capitolo 13, verso il finale del frammento 1284a —, raccontato brevemente e in maniera simile a Erodoto.
Nel I secolo a. C. Tito Livio attribuisce la leggenda a Tarquinio Prisco, che taglia con un bastone i papaveri più alti per istruire Sesto Tarquinio, re dei Gabi.
Più difficile è chiarire quando si produce l'acclimatamento e l'ispanizzazione del mito in una leggenda medievale. Manuel Alvar afferma che si poté produrre attraverso l'eredità carolingia e l'epica occitana francese alla quale era tanto legato il regno d'Aragona.
Poté incarnarsi quando divenne effettivo il suo collegamento con la seconda parte (la morte dei nobili), molto più probabile, e che poté avvenire quando le fazioni nobiliari aragonesi lottavano di fronte al re per raggiungere maggiori quote di potere e di ricchezza. Quei nobili si scontrarono tra loro approfittando del cambio di monarca, e in una di quelle dispute Ramiro II fu sul punto de di perdere il trono. Dovette rifugiarsi a Besalú nel 1135. Al ritorno risolve il problema ordinando di decapitare vari dei nobili insorti che avevano assaltato una carovana di musulmani in tempo di tregua.

Gli annali e le cronache trasmettono questo riferimento storico. Nei Primi Annali Toledani, di circa cinquant'anni posteriori ai fatti, appare questa notizia:
 La nota si riferisce, come attesta Ubieto, all'anno 1135 o 1136.

Più estesa è l'informazione che riporta la Prima Cronaca Generale o Storia della Spagna, prodotta dallo studio alfonsino tra il 1260 e il 1284:
Ma chi riporta esteso sviluppo di questi fatti è la Crónica de San Juan de la Peña o Crónica pinatense (c. 1369), scritta nel regno di Pietro IV d'Aragona. Inoltre, e ciò che è più prezioso, la Crónica include una prosificazione di una canzone di gesta aragonese, il Cantar de la Campana de Huesca, dal quale Manuel Alvar poté ricostruire i passaggi che si riferiscono all'episodio del re Ramiro II. Le prime versioni di questo Cantar de la Campana de Huesca non dovettero essere molto posteriori ai fatti, nella seconda metà del xii secolo, come conferma la perdita della vocale finale.

## La storiografia moderna
I cronisti dell'età moderna, cominciando da Jerónimo Zurita, hanno tentato di chiarire la storicità del mito e di giudicare il possibile omicidio.
Nei suoi Annali della Corona d'Aragona (1562-1579) e, soprattutto, nelle Gesta dei re d'Aragona (1578), lo storico Jerónimo Zurita accetta la storicità della mattanza di nobili basandosi sulle testimonianze della Cronaca di San Juan de la Peña e, soprattutto, sulla notizia degli Annali toledani che, secondo il cronista reale, attesta la sua veridicità; anche se rifiuta la leggenda dell'inettitudine di Ramiro per il combattimento (motivo che generò, come confermò Zurita, il romancero) e quella della costruzione della campana. In quanto alla sua valutazione morale, qualifica l'atto come crimine «crudele e inaudito». Zurita è seguito dagli storici posteriori: Padre Mariana, Jerónimo Blancas e la maggioranza degli storici moderni.
Il cronista di Huesca Diego de Aynsa, autore di Fundación, excelencias, grandezas y cosas memorables de la antiquísima ciudad de Huesca (Fondazione, eccellenze, grandezze e cose memorabili dell'antichissima città di Huesca, 1619), rivela che già all'inizio del XVII secolo era diffusa la localizzazione delle esecuzioni nella cripta del palazzo.
La storiografia del xix secolo dubitò della veridicità dell'incivile condotta reale. Così si mostra, ad esempio, nella Storia generale della Spagna (1851) di Modesto Lafuente, e questa idea si manteneva nel 1913, secondo quanto racconta la Storia di Spagna e della civilizzazione spagnola di Rafael Altamira, che considera l'aneddoto «puramente favoloso». Ma la questione fondamentale che perturbava la storia ottocentesca è l'assenza di moralità di questa azione, che obbligava a rifiutarla come ripugnante alla verosimiglianza, il che è un criterio che riguarda il racconto della storia, della narrazione letteraria, ma non la storia stessa. 
Questo concetto di valutazione morale della smette di avere senso nel XX secolo e, a metà di questo secolo, Federico Balaguer e Antonio Ubieto Arteta affrontano i documenti conservati per ottenere dati solidi. Da un lato si scopre in fonti arabe l'esistenza della cronaca di un attacco cristiano a un convoglio musulmano, che fu punita dal re Ramiro II. Ubieto afferma che nell'estate del 1135 un gruppo di magnati partecipò al saccheggio della carovana islamica il cui passaggio per il territorio aragonese era protetto dalla tregua reale. Si è potuto vedere nella punizione di questi nobili un parallelo con l'esecuzione narrata nel mito della campana. Ma soprattutto, rivedendo le tenenze delle piazzeforti da parte dei nobili d'Aragona, vi è una testimonianza irrefutabile della scomparsa di questi nobili dalle nomine a tenenti onorari dei mesi successivi all'estate del suddetto anno 1135. Ubieto, inoltre, era sostenitore della teoria neotradizionalista della diffusione delle canzoni di gesta, per la quale una notizia storica generava successive ricreazioni orali che costituivano diverse fasi dei elaborazioni dei poemi epici. Secondo costui, la ricreazione che si fa nel Cantar de la campana de Huesca partirebbe da un evento storico.

## Sviluppo della campana di Huesca nelle arti

### Letteratura
In modo parallelo alla sua prosificazione nelle cronache, già attestata nel XIII secolo, la leggenda fu ricreata nel romancero, in modo che nel secolo XVI incontriamo tre romances che sviluppano l'episodio. I motivi centrali sono l'incapacità di comando del re Ramiro, la disubbidienza dei nobili aragonesi, la richiesta di consiglio al suo maestro, l'abate Frotardo di San Ponce de Tomeras, la risposta di questi mediante il classico exemplum della potatura delle piante più alte dell'orto e la convocazione dei podestà da parte del re con il pretesto di fondere una grande campana e l'obiettivo di decapitarli.
I tre romances condividono questi motivi in misura distinta, e il primo del quale troviamo testimonianza appare nella Segunda parte de la silva de romances (Seconda parte della selva dei romances) riunita da Esteban de Nájera e pubblicata a Saragozza nel 1550, «Don Ramiro de Aragón» («Don Ramiro d'Aragona»). Il secondo, chiamato «Romance del rey don Ramiro el monge» («Romance del re Don Ramiro il monaco») lo troviamo nella raccolta di Lorenzo Sepúlveda nel suo Cancionero de romances (Canzoniere di romances, Siviglia, 1584) e per ultimo quello che comincia «Deo gracias devotos padres», che apparve nel Romancero general (Romancero generale, Madrid, 1600). Questi ultimi due calcano le tinte dell'imperizia militare del re monaco, rispetto al primo, che dà conto solo della disobbedienza dei nobili insorti.

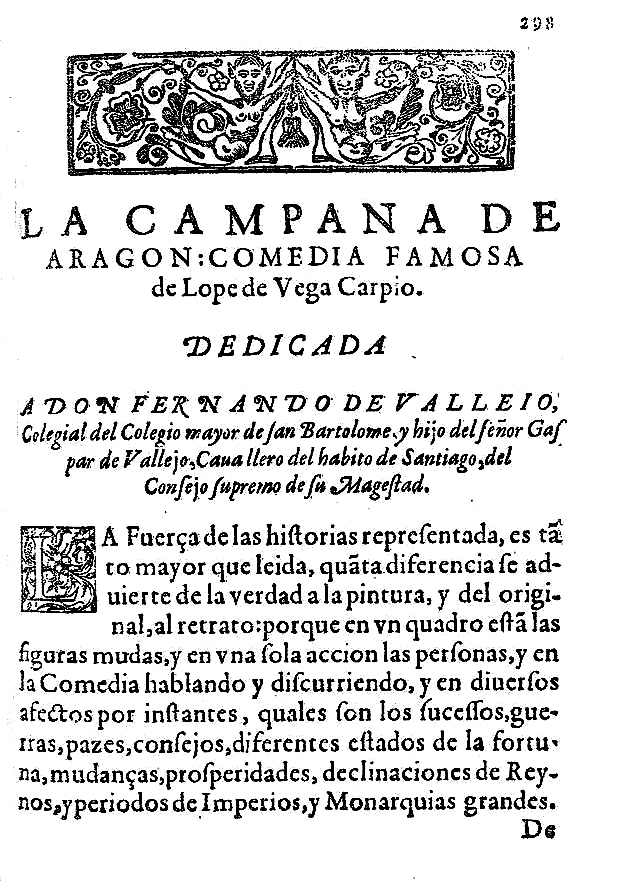
Pagina iniziale della commedia di Lope de Vega La Campana de Aragón (La Campana d'Aragona, 1623).

Basandosi su questi romances (più che sulla notizia che appariva nel compendio storico di Diego Rodríguez de Almela, Valerio de las estorias escolásticas de España [Valerio delle storie scolastiche di Spagna], del 1478, come aveva supposto erroneamente Marcelino Menéndez Pelayo), Lope de Vega compose il suo dramma storico La campana de Aragón, che percorreva in tre atti i tre regni di Pietro I, che appare nella conquista di Huesca; Alfonso I il Battagliero, che prende Saragozza; e Ramiro II, il re monaco, terminando l'opera con la truculenta apparenza del re che domina il mondo con le dodici teste a forma di campana, immagine barocca che ispirò successive ricreazioni plastiche.
I figli piccoli dei nobili ribelli presenziano alla scena e acquisiscono questo insegnamento esemplare, secondo l'ideologia del teatro dell'epoca. Questo motivo della presenza dei fanciulli è presente nel primo dei romances suddetti, il che mostra la vera filiazione della commedia lopesca. Un altro dato in questo senso sarebbe l'assenza dei detti paremiologici che trasmettono fonti come la Crónica pinatense: «Por fer buenas coles, carne ý á menester» («Per fare buoni cavoli, carne e al bisogno») o il Valerio de las estorias...: «No sabe la vulpeja con quién trebeja» («Non sa la volperella con chi giocherella»); il che fa pensare che Lope non maneggiò nessuna di queste due fonti.
L'opera godette di notevole successo già nel xvii secolo a giudicare da una pronta versione scritta in collaborazione da Antonio Martínez de Meneses e Luis Belmonte Bermúdez, due autori contemporanei di Lope, intitolata La gran comedia de la campana de Aragón (La gran commedia della campana d'Aragona).
Meno onesta è la versione di Juan de Vera Tassis y Villarroel, che, appropriandosi di più trecento versi della commedia originale di Lope mescolati con i propri, pubblica La corona en tres hermanos (La corona in tre fratelli, Madrid, 1679), copiando anche la struttura tripartita lopeveguedesca che assegna ogni atto a uno dei re, anche se semplificando lo schema argomentale, poiché ogni atto ripete una sequenza simile al precedente (presa di possesso reale, matrimonio, feste, guerre e fine del regno) e non vediamo Ramiro (che in Lope è presente lungo tutta l'opera) fino all'ultimo atto a lui riservato.
La Leggenda è descritta nel Tesoro de la Lengua Castellana o Española (Tesoro della Lingua Castigliana o Spagnola, 1611) di Sebastián de Covarrubias Orozco, uno dei primi dizionari dell'idioma castigliano. Figura spiegata nei termini Campana e Güesca.
Già nel xix secolo, il tema fu ripreso con mentalità romantica ne El rey monje (Il re monaco), messa in scena il 18 dicembre 1837 da Antonio García Gutiérrez, che aveva già raccolto il suo grande successo con un'altra opera di tema aragonese, El trovador (Il trovatore). Ciò che interessa sottolineare a García Gutiérrez è l'oscurità dei chiostri conventuali, il conflitto morale e la trasgressione della dispensa dal suo celibato per procreare la regina erede, il monaco spinto a commettere l'orribile crimine, e la rivendicazione della ribellione contro la monarchia, in un'impostazione opposta a quella dell'opera di Lope.
La traiettoria successiva della leggenda arriva dal romanzo di avventure romantiche, nella penna del prolifico Manuel Fernández y González, romanziere di grande popolarità, che scrisse Obispo, casado y rey. Crónicas de Aragón (Vescovo, sposato e re. Cronache d'Aragona, Granada, 1850), opera che Juan Luis Alborg qualifica come meritoria. Due anni dopo, un giovane Antonio Cánovas del Castillo faceva i suoi primi passi nel romanzo storico ottocentesco con  La campana de Huesca: (crónica del siglo xii) (La campana di Huesca: cronaca del xii secolo), un'opera di scarso valore letterario.
Nel 1851 lo scrittore Eduardo Maroto pubblicò l'opera La Campana de Huesca, drama en cuatro actos original y verso (La Campana di Huesca, dramma in quattro atti originale e in versi), opera che ricevette pessime critiche. Un decennio più tardi, nel 1862, l'autore albacetense Joaquín Tomeo y Benedicto, che svolse gli incarichi di giornalista e archivista a Saragozza, redasse il dramma in tre arti intitolato La Campana de Huesca. Si tratta di un'opera oggi quasi dimenticata che sorse dalla sua passione per i temi storici di carattere aragonese.
La leggenda appare menzionata ne La Regenta (La reggente) di Leopoldo Alas «Clarín», uno dei romanzi più importanti della letteratura spagnola, pubblicata tra il 1884 e il 1885: «Quiero decir que Anita es muy cavilosa, como todos sabemos - y seguía bajando la voz, y los demás acercándose, hasta formar un racimo de cabezas, dignas de otra Campana de Huesca.» («Voglio
dire che Anita è molto cavillosa, come tutti sappiamo - e continuava abbassando la voce, e gli altri ad avvicinarsi, fino a formare un grappolo di teste, degne di un'altra Campana di Huesca.»)
Già alla fine del xix secolo, e in aperta critica della monarchia como simbolo di idee reazionarie, Àngel Guimerà scrive la sua opera Rei i monjo (Re e monaco, Barcelona, 1890), opera minore dentro la sua produzione drammatica.
Nel 1912 Juan Redondo y Menduiña compose una zarzuela in un atto e in versi, divisa in tre quadri intitolata La Campana de Huesca.
Ramón María del Valle-Inclán, nel suo romanzo La Corte de los Milagros (La corte dei miracoli, 1927), allude alla leggenda in questo frammento: «Si se ponen pelmas y lo echan por la tremenda no estarán mal en escabeche con todos ellos. Pero había de ser con todos. Inflose fantasmón el Señor Conde de Cheste: - Haremos una nueva representación de la Campana de Huesca.» («Se creano fastidi e perdono le staffe non staranno male in salamoia con tutti quelli. Ma doveva essere per tutti. Il signor Conte di Cheste fece il fanfarone: - Faremo una nuova rappresentazione della Campana di Huesca.»)
Chi ha rinnovato nel xx secolo il valore dei significati della leggenda di re Ramiro è stato Francisco Ayala, che include tra i racconti di una delle sue opere superiori, Los usurpadores (Gli usurpatori, 1949), il breve e intenso ritratto psicologico «La campana de Huesca» («La campana di Huesca»), che presuppone una profonda riflessione sull'idea del potere come usurpazione illecita dell'uomo sull'uomo e che indaga sui moventi della tradizione e del sangue, la responsabilità della continuazione della dinastia e l'attrazione finale verso un destino, in principio evitato mediante la vita monastica, ma fatalmente imposto dalla chiamata del dovere reale dopo la morte dei monarchi che lo precedevano nella linea di successione e la volontà di Alfonso I il Battagliero nel suo «testamento sorprendente», che provoca un grave conflitto successorio risolto con feroce determinazione da re Ramiro.
Lo scrittore francese Jean-Marie Gleizes, professore di letteratura all'Università di Aix-en- Provence, pubblicò nel 1982 l'opera La Cloche de Huesca, drame en neuf tableaux (La Campana di Huesca, dramma in nove quadri). L'opera fu editata a Parigi ed è per il momento l'unicaopera in francese che tratta questo mito oscense.
Altri autori hanno affrontato negli ultimi anni la leggenda da distinte prospettive. José Damián Dieste e Ángel Delgado presentarono il loro romanzo storico El Rey Monje (Il Re Monaco) nel 1999 nei chiostri di San Pedro el Viejo, un'opera di colore che è stata recentemente rieditata. Miguel García Santuy include abbondanti riferimenti alla Campana nella sua opera La Princesa del Pirineo (La Principessa dei Pirenei), un romanzo che descrive la creazione del Regno d'Aragona. Fu pubblicata ad Alicante nel 2008.

### Pittura
La prima rappresentazione pittorica di una certa importanza del tema della campana di Huesca la offre una pittura di Antonio María Esquivel (1806-1857) su una tela che si trova nel Museo di Belle Arti di Siviglia. Il quadro sembra relazionarsi con l'opera teatrale di Antonio García Gutiérrez del 1837 El rey monje (Il re monaco). È di stile romantico, poiché le vesti sono ispirate vagamente all'antichità e i gesti e gli atteggiamenti sono decisamente teatrali.
Più tardi José Casado del Alisal (1832-1886) rappresentò il momento finale della leggenda in un olio intitolato La campana di Huesca ed è rimasta come l'icona preminente di questa leggenda. Il quadro, che si conserva nel Comune di Huesca dal 1950, fu cominciato nel dicembre 1874, molto recente la restaurazione borbonica, nella Reale Accademia Spagnola di Belle Arti de Roma, venendo presentato al pubblico nel 1880. In esso appaiono solo tredici teste mozzate, dodici al suolo che formano un cerchio e una tredicesima appesa a una corda, quella del più ribelle, a volte identificata con il vescovo di Huesca. Questa rappresentazione della leggenda è quella che ha perdurato nella forma popolare.
L'opera ebbe una grande ripercussione fin dalla sua prima esposizione pubblica. Lo Stato, per iniziativa di Emilio Castelar, che fece una difesa appassionata della necessità di considerare uno dei grandi quadri della storia che doveva costituire il patrimonio artistico nazionale, lo acquistò per il Museo del Prado nel 1882 per 35 000 pesetas. A partire da allora iniziò un periplo europeo, essendo premiato a Monaco di Baviera ed esposto a Vienna, Düsseldorf e, da ultimo, a Parigi nel 1889. Nel 1921 fu depositato nel Senato e, nel 1950, fu ceduto al Comune di Huesca, dove venne esposto nella sua Sala della Giustizia. Fu incluso nell'esposizione El siglo XIX en el Prado (Il XX secolo nel Prado) con la quale si inaugurò nel 2007 l'ampliamento del Museo, ritornando a Huesca alla sua conclusione (previamente, nel 1992, era staro anche nella mostra La pintura de Historia en España en el siglo XIX (La pittura di Storia in Spagna nel XX secolo), nelle sale dell'antico del Museo Spagnolo di Arte Contemporanea).
Il quadro di Casado del Alisal presuppone una presa di posizione politica nelle dispute tra liberali e conservatori spagnoli. La storia è una chiara apologia del potere del re e per estensione del potere autoritario del governo sui suoi sudditi. Questi sono giustamente castigati per la loro disobbedienza e mancanza di lealtà al loro signore, il che rimanda agli allora recenti turbamenti a causa della Rivoluzione de «La Gloriosa» e della Prima Repubblica Spagnola. È una tela che mostrava un lienzo que mostraba come si giustificava la mano ferma di fronte agli atteggiamenti ribelli o rivoluzionari contro l'autorità.

### Annotazioni
1. ↑  Il passaggio riportato nella Crónica de San Juan de la Peña, versione in aragonese, recita:
«Et aquesti don Remiro fue muyt buen rey et muyt francho a los fidalgos, de manera que muytos de los lugares del regno dio a nobles et cavalleros; et por esto no lo precioron res, et fazían guerras entre si mismos en el regno et matavan et robavan las gentes del regno, et por el rey que non querían cessar aquesto; et fue puesto en gran perplexidat cómo daría remedio a tanta perdición del su regno, et non osava aquesto revelar a ninguno. Et por dar remedio al su regno embió un mensagero al su monasterio de Sant Ponz de Tomeras con letras al su maestro, clamado Forçado, que era seydo porque yes costumbre et regla de monges negros que a todo novicio que era en la orden dan un monge de los ancianos por maestro, et según la persona de aquesti don Remiro que merecía dieronli el maestro muyt bueno et grant et savio, en las quales letras recontava el estamiento del su regno et mala vida que passava con los mayores del su regno, rogándole que le consellasse lo que faría; el maestro con grant plazer que havía, recebidas las letras, pensó que sería irregular si le consellava que fizies justicia, clamó el mensagero al huerto en el qual havía muytas coles et sacó un gavinet [sic] que tenía et, teniendo la letra en la mano et leyendo, talló todas las colles mayores que yeran en el huerto et fincoron las solas chicas, et dixole al mesagero: "Vete al mi sennor el rey et dile lo que has visto, que no te do otra respuesta". El qual mesagero con desplazer que respuesta non le havía dada, vinose al rey et recontole que respuesta ninguna non le havía querido fazer, de la qual cosa el rey fue muit despagado, pero quando contó la manera que havía visto, pensó en si mesmo quel huerto podía seer el su regno, las colles yeran las gentes del su regno, et dixo: "Por fer buenas colles, carne y a menester". Et luego de continent envió letras por el regno a nobles, cavalleros et lugares que fuessen a cortes a Huesca, metiendo fama que una campana quería fazer en Huesca que de todo su regno se oyesse, que maestros havía en Francia que la farían; et aquesto oyeron los nobles et cavalleros dixeron: "Vayamos a veer aquella locura que nuestro rey quiere fazer", como aquellos que lo preciavan poco. Et quando fueron en Huesca, fizo el rey parellar ciertos et secretos hombres en su cambra armados que fiziessen lo quél les mandaría. Et quando venían los richos hombres, mandavalos clamar uno a uno a consello et como entravan, assí los mandava descabeçar en su cambra; pero clamava aquellos que le yeran culpables, de guisa que XIII richos hombres et otros cavalleros escabeçó ante que comies, et avría todos los otros cavalleros assí mesmo descabezados sinon por qual manera que fue que lo sintieron que yeran de fuera et fuyeron; de los quales muertos ende havía los V que yeran del linage de Luna, Lop Ferrench, Rui Ximenez, Pero Martinez, Ferrando et Gomez de Luna, Ferriz de Liçana, Pero Vergua, Gil d'Atrosillo, Pero Cornel, García de Bidaure, García de Penya et Remón de Fozes, Pero de Luesia, Miguel Azlor et Sancho Fontova cavalleros. Et aquellos muertos, no podieron los otros haver que yeran foydos, sosegó su regno en paz.[2]»
2. ↑  Heródoto, Historia, V, 92, ed. Carlos Schrader, 2001, pag. 164.[5]
3. ↑  Alfonso X il Savio, Primera Crónica General ed. Menéndez Pidal, Madrid, 1955, vol. II (dove si afferma che solo il manoscritto E contiene il testo riprodotto).[7]
4. ↑  Lo storico Antonio Ubieto Arteta constatò che «solamente uno dei nobili menzionati nella Crónica de San Juan de la Peña, Miguel de Azlor, era coetaneo del re Ramiro e che il resto o non furono nobili o sono attestati solo durante i regni di Giacomo II (1213-1276) e Pietro III (1276-1285), di qualcuno si deve perfino posticipare la sua esistenza fino al principio del xiv secolo». D'altro lato, si poté confermare che nell'estate del 1135 sette nobili furono spogliati delle loro tenenze: Fortún e Martín Galíndez (tenenze di Huesca, Mequinenza Alfajarín e Ayerbe), Bertrán de Larbasa (Ejea, Luna y Aínsa), Miguel de Azlor (Monzón e Pomar de Cinca), Miguel Aznárez de Rada (Perarrúa), Íñigo López (Naval y Castro) y Cecodin de Navasa (Loarre).[10]

### Fonti
1. 1 2  Lapeña Paúl, 2008, p. 166.
2. ↑  Orcástegui Gros, 1985, pp. 468-469.
3. ↑  Lapeña Paúl, 2008, p. 167.
4. ↑  Lapeña Paúl, 2008, p. 168.
5. ↑  Soria Andreu, 2001, pp. 14-15.
6. ↑  Soria Andreu, 2001, p. 15.
7. ↑  Soria Andreu, 2001, p. 17.
8. ↑  Alvar e Alvar, 1997.
9. 1 2  Lapeña Paúl, 2008, p. 169.
10. ↑  Lapeña Paúl, 2008, pp. 169-172.
11. 1 2 3  Lapeña Paúl, 2008, p. 165.
12. ↑  Laliena Corbera, 2000, p. 31.